# Metossido di litio
Il metossido di litio, chiamato anche metanoato di litio, è un composto chimico con formula CH3LiO ed è il sale di litio del metanolo. A differenza degli alcossidi di litio derivati dagli alcoli più pesanti, il metossido di litio è in gran parte ionico nel suo legame. La sua solubilità nei comuni solventi aprotici polari come il tetraidrofurano è bassa; tuttavia è solubile in metanolo ed è disponibile in commercio come soluzione al 10%.